# 劉少明
劉少明（りゅう しょうめい、リウ・シャオミン、1958年7月9日 - ）は、中華人民共和国の反体制者、人権活動家。八九民運を始め広範な人権活動に参加し、度々投獄された。

## 人物
かつては江西新余鋼鉄廠（現・新鋼集団）の労働者であった。六四天安門事件の時に北京に行って「北京工人聯合自治会」に参加し、学生たちを支援した。その後に反革命宣伝煽動罪として禁錮1年を受けた。2015年、「北京で六四民主化運動を支援、参加した私の経歴」をインターネット上で公開したため拘束され、同年7月14日に国家政権転覆扇動罪として逮捕された。2017年7月7日、国家政権転覆扇動罪として懲役4年半の判決を受けた。